# Thomas Couture
Thomas Couture, (Senlis, 21 de dezembro de 1815 - Villiers-le-Bel, 30 de março de 1879) foi um artista plástico e professor de pintura francês.
Foi professor de vários artistas marcantes da história da arte, tais como Édouard Manet, Henri Fantin-Latour, John La Farge, Pierre Puvis de Chavannes, Karel Javůrek, e Joseph-Noël Sylvestre.

## Juventude e estudos artísticos
Couture nasceu em Senlis, Oise, França. Quando tinha 11 anos, a sua família mudou-se para Paris, onde ele estudou na escola de artes industrial (École des Arts et Métiers) e mais tarde na École des Beaux-Arts.

## Arte e carreira docente
Chumbou seis vezes no prestigioso concurso do Prix de Rome mas sentiu que o problema estava com a École, não consigo próprio. Couture ganhou finalmente o prémio em 1837.
Em 1840 começou a exibir quadros históricos e de género no Salão de Paris, ganhando várias medalhas pelas suas obras, em particular pela sua obra-prima, Os Romanos da Decadência (1847). Pouco tempo depois deste sucesso, Couture abriu um atelier independente destinado a desafiar a École des Beaux-Arts, formando os melhores pintores da nova geração.
A técnica inovadora da Couture atraiu muita atenção, e recebeu encomendas do Governo e da Igreja para murais durante os finais da década de 1840 até à década de 1850. Nunca completou as duas primeiras comissões, e a terceira recebeu críticas mistas. Desiludido com a recepção desfavorável dos seus murais, em 1860 deixou Paris, regressando à sua cidade natal de Senlis, onde continuou a ensinar jovens artistas que vinham ter com ele. Em 1867, criticou o estabelecimento académico, publicando um tratado de pintura sobre as suas próprias ideias e métodos de trabalho chamado Méthode et entretiens d'atelier. Foi também traduzido para Conversations on Art Methods em 1879, o ano da sua morte.
Quando uma editora pediu-lhe para escrever uma autobiografia, Couture respondeu: "A biografia é a exaltação da personalidade - e a personalidade é o flagelo do nosso tempo".

## Morte
Em 1879, morreu em Villiers-le-Bel, Val-d'Oise, e foi sepultado no Cemitério de Père Lachaise, em Paris.

## Pinturas selecionadas

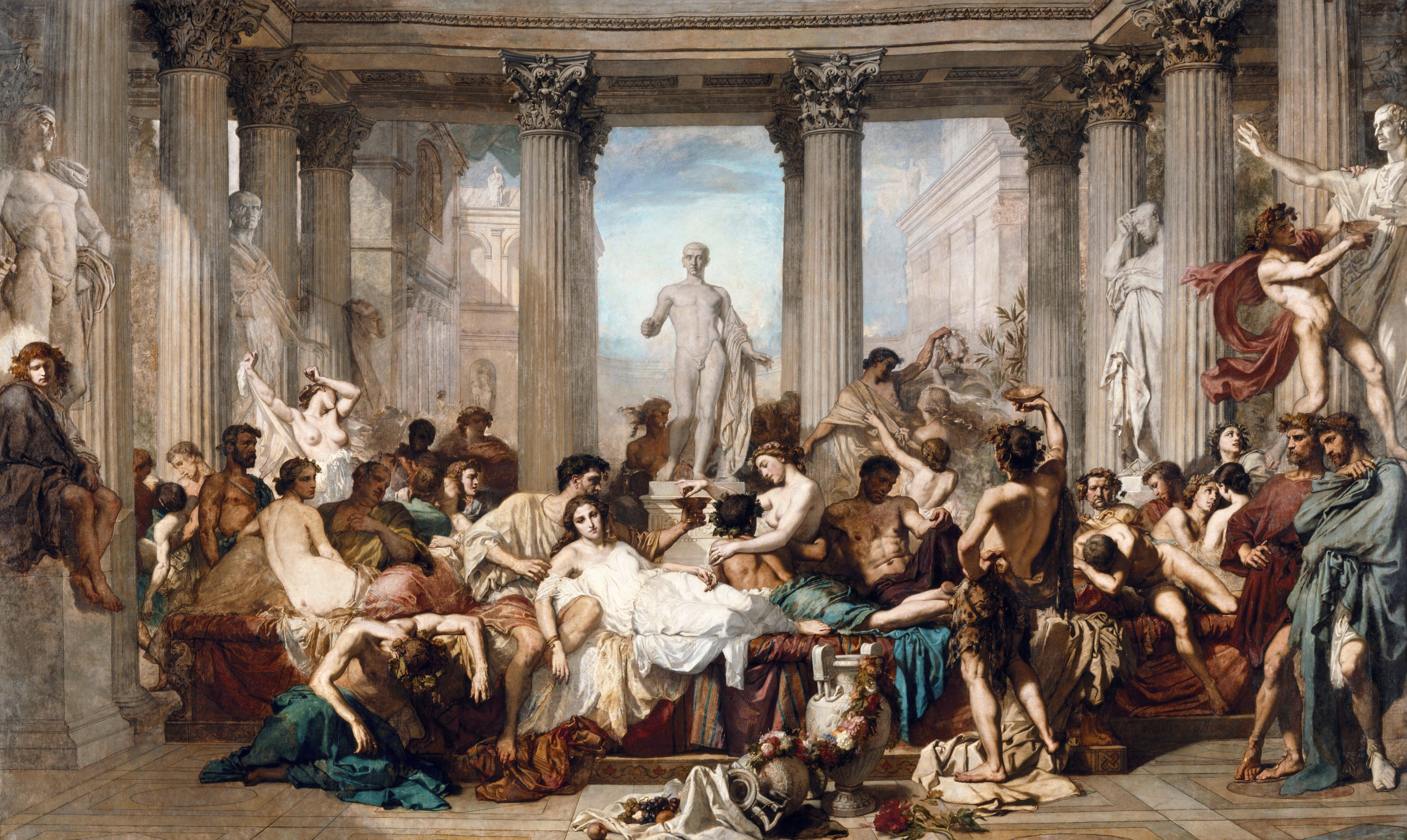
Os romanos em sua decadência (1847)
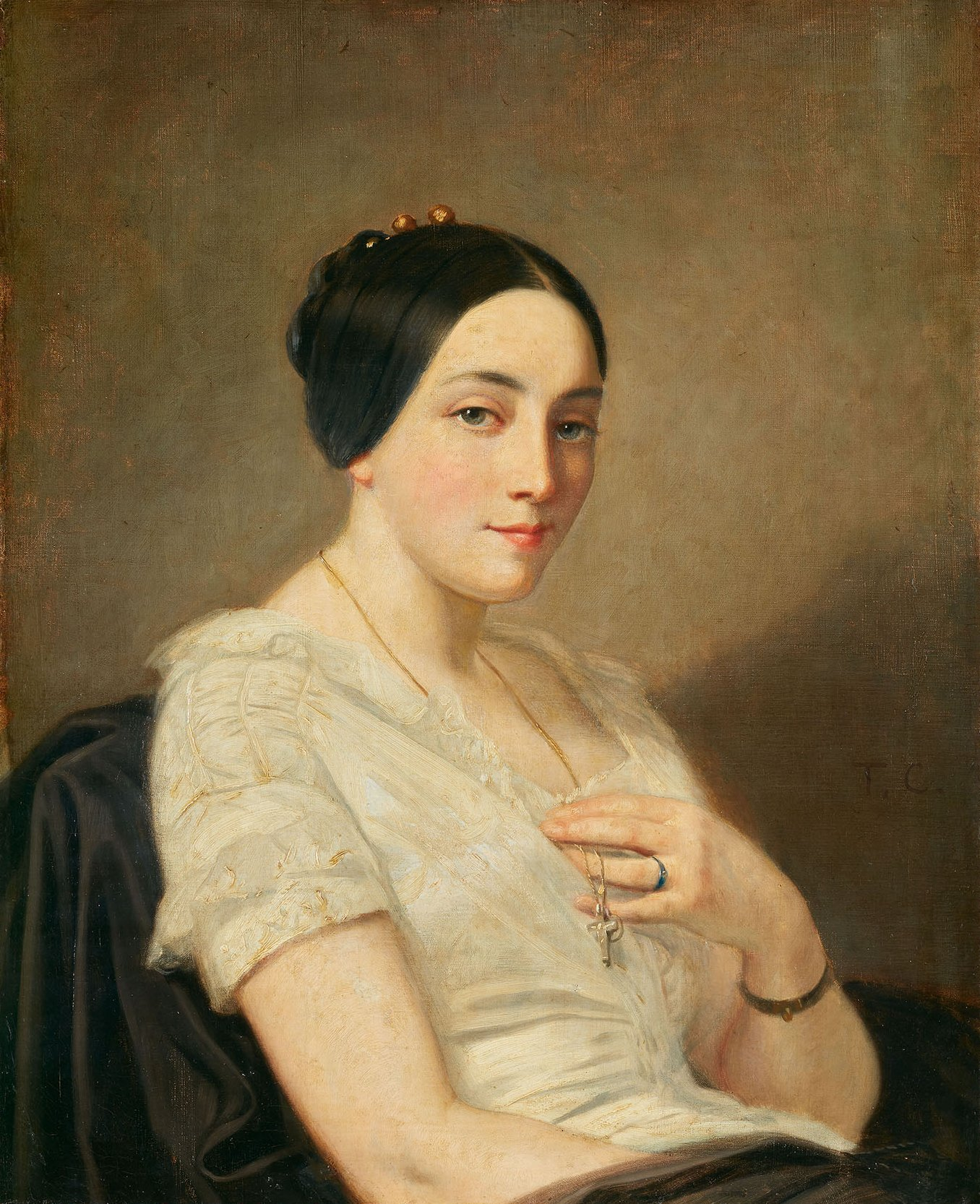
Retrato de uma mulher sentada (1850-1855)
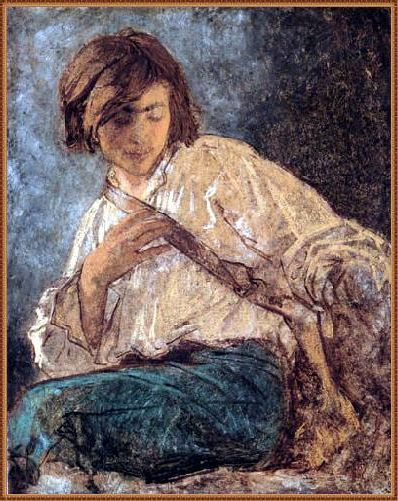
Anselm Feuerbach (1852)
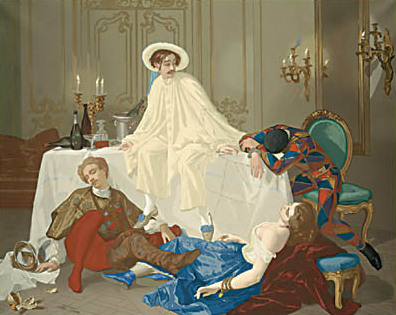
A Ceia depois do Baile de Máscaras (1857)
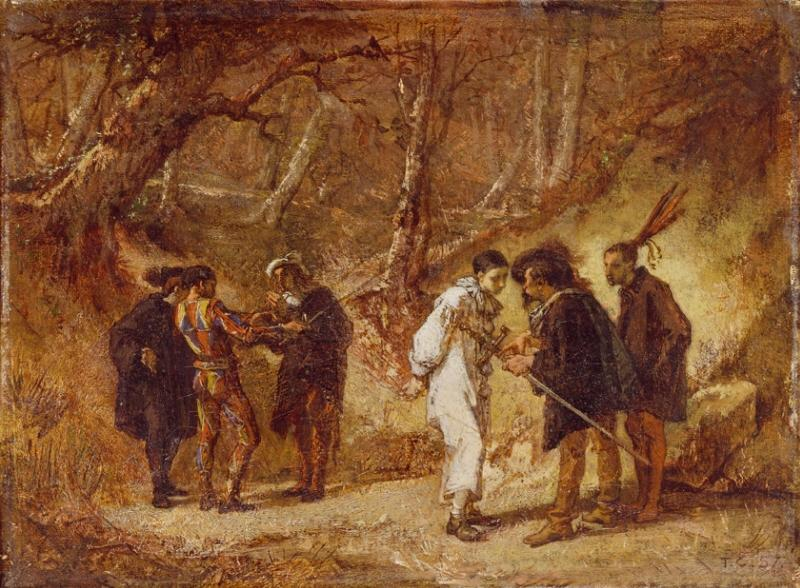
O Duelo Depois do Baile de Máscaras (1857)
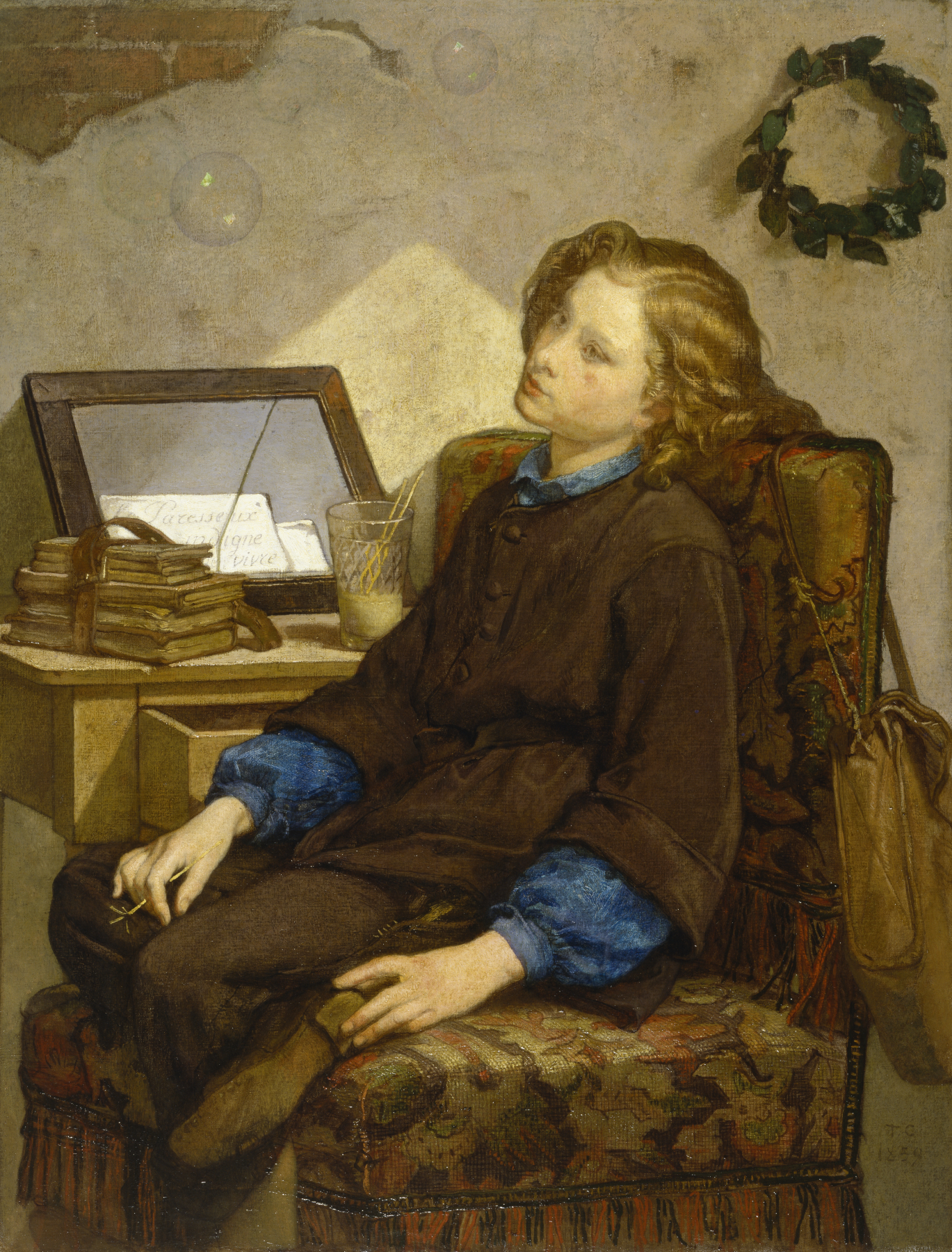
Devaneios (1859).
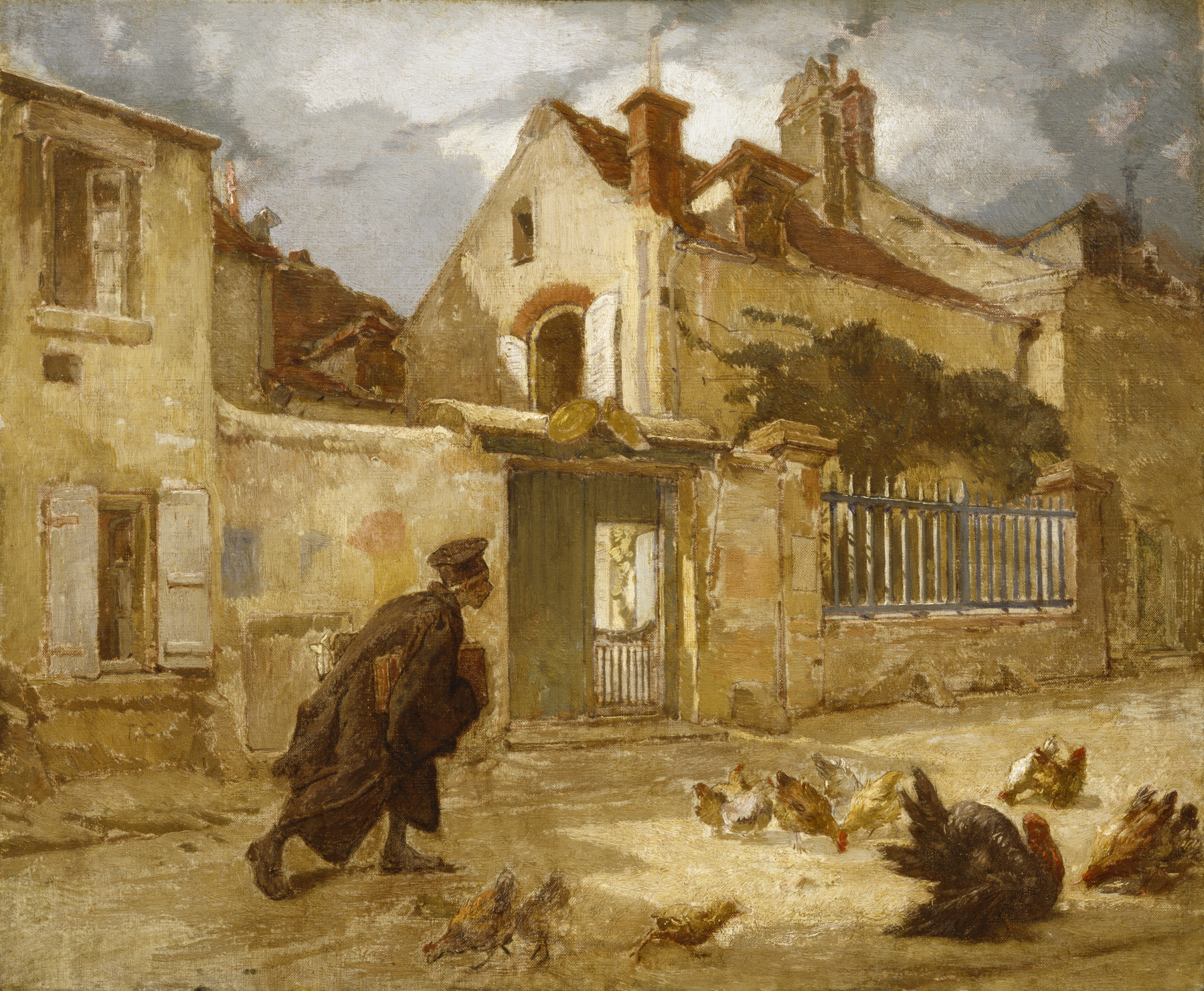
Um advogado indo ao tribunal (década de 1860)
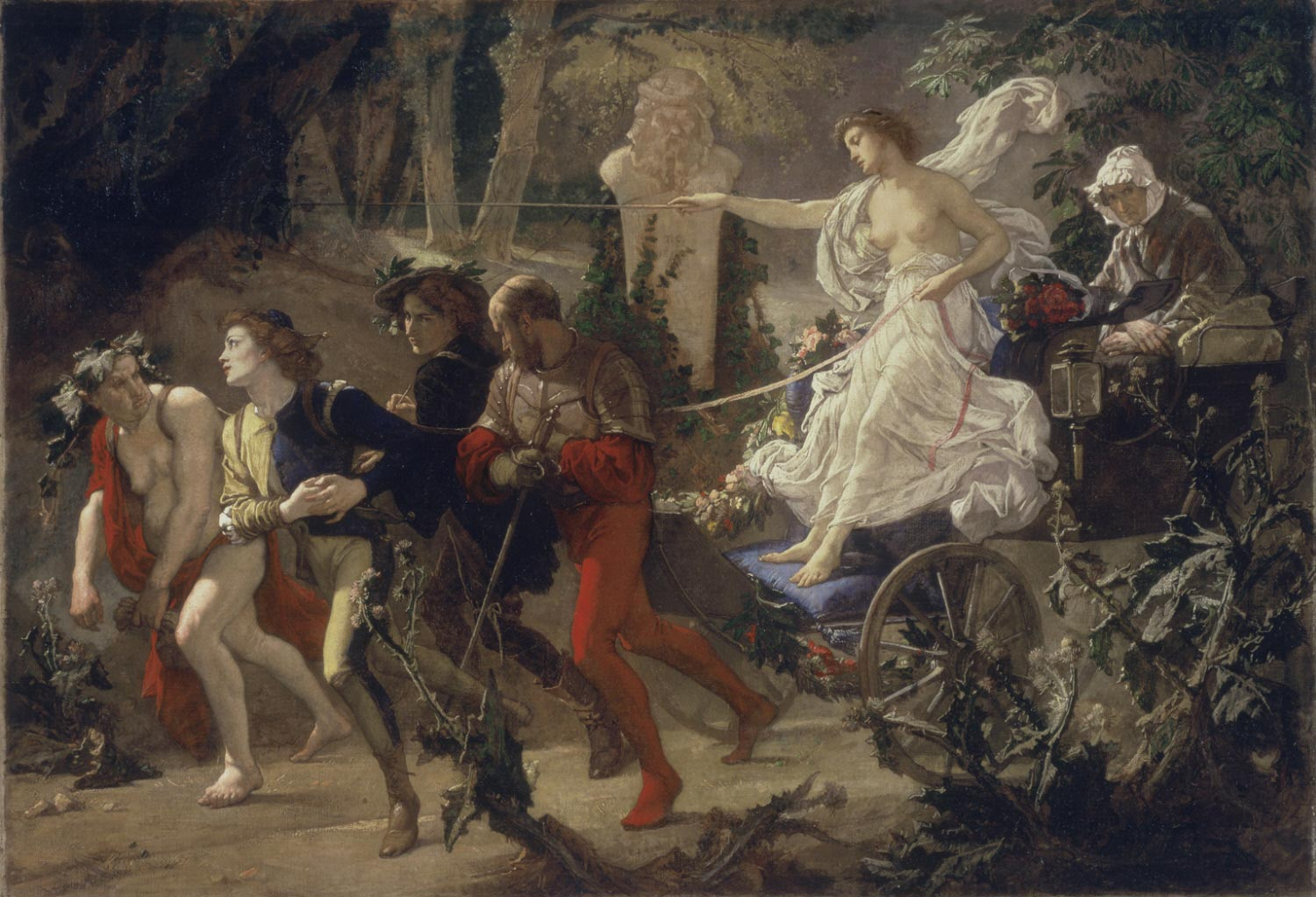
O Caminho Espinhoso (1872)